# Pilchowice
Pilchowice (deutsch Pilchowitz, von 1936 bis 1945 Bilchengrund) ist ein Dorf und Sitz der gleichnamigen Landgemeinde in der Woiwodschaft Schlesien, Powiat Gliwicki in Polen.

## Geschichte
Die erste urkundliche Erwähnung des Dorfes erfolgte 1305.
1867 wurde ein Lehrerseminar im ehemaligen Dominialschloss eingerichtet.

## Sehenswürdigkeiten
Der spätbarocke Bau der katholischen Pfarrkirche St. Johannes Enthauptung ist mit seinem Frontturm auf die nach Westen führende Straße nach Stanitz ausgerichtet und wurde, von Graf Emanuel von Wengersky gestiftet, von 1779 bis 1780 errichtet und 1912 erneuert. Aus der Erbauungszeit stammen der Hauptaltar mit einem Altarblatt der Enthauptung Johannes des Täufers sowie die Kanzel. Östlich der Kirche erstreckt sich das ehemalige Kloster der Barmherzigen Brüder, ein neugotischer Baukomplex aus dem 19. Jahrhundert, in dem heute eine Klinik eingerichtet ist.

## Gmina
Die Landgemeinde (gmina wiejska) Pilchowice gliedert sich in sieben Ortschaften (sołectwo):
- Kuźnia Nieborowska (Nieborowitzer Hammer)
- Leboszowice (Leboschowitz)
- Nieborowice (Nieborowitz)
- Pilchowice (Pilchowitz)
- Stanica (Stanitz)
- Wilcza
- Żernica (Deutsch Zernitz)

Durch das Gemeindegebiet fließt die Birawka (Bierawka). Seit 2012 besteht eine Gemeindepartnerschaft mit Bobritzsch-Hilbersdorf.

## Söhne und Töchter des Dorfes
- Szczepan Twardoch (* 1979), Schriftsteller